# Tetyana Semykina
Pour les articles homonymes, voir Semikina.
Tetyana Semykina Teklyan (né le 19 octobre 1973 à Oukraïnka) est une kayakiste ukrainienne pratiquant la course en ligne.

## Carrière
Médaillée de bronze du K-4 1 000 mètres aux Championnats du monde de course en ligne de canoë-kayak de 2001, elle est médaillée d'argent de la même discipline aux Championnats du monde de course en ligne de canoë-kayak de 2003.
Elle remporte la médaille de bronze du K-4 500 mètres aux Jeux olympiques d'été de 2004.